# Estádio Mário Pessoa
O Estádio Mário Pessoa é um estádio de futebol de Ilhéus, Bahia, que atende ao Colo Colo de Futebol e Regatas e o Barcelona Futebol Clube atualmente.
Estádio de Futebol, que leva o nome do prefeito que o construiu, porém somente recebeu este nome em 1952, até então era apenas Estádio Municipal de Ilhéus. A inauguração ocorreu no último ano de governo do prefeito Mário Pessoa, no ano de 1940. Na partida inaugural em 28 de junho, entre dois clubes da capital, o Esporte Clube Bahia derrotou o Esporte Clube Ypiranga por 4x2. Na época foi considerado o maior do norte e nordeste do Brasil. Sua construção foi iniciada com o aterro do charco da área, desmembrada da Fazenda Boa Vista, dos herdeiros de José Gomes do Amaral Pacheco. O sistema de iluminação foi inaugurado no dia 15 de novembro de 1961 numa partida amistosa onde o Fluminense do Rio venceu o EC Vitória, de Salvador, por 1x0, com gol de Telê Santana.
O "Estádio Olímpico Mário Pessoa", como foi denominado na época, tinha condições de realizar várias modalidades de esportes terrestres. Hoje o estádio conta com novas arquibancadas na ala da Geral, cadeiras numeradas na arquibancada coberta, tribuna de honra, cabines para imprensa, amplos vestiários, quadra poliesportiva, escritório administrativo, um gramado de boa qualidade e refletores novos. A capacidade de público é de 7.000 pessoas.